# Bierbörse Leverkusen

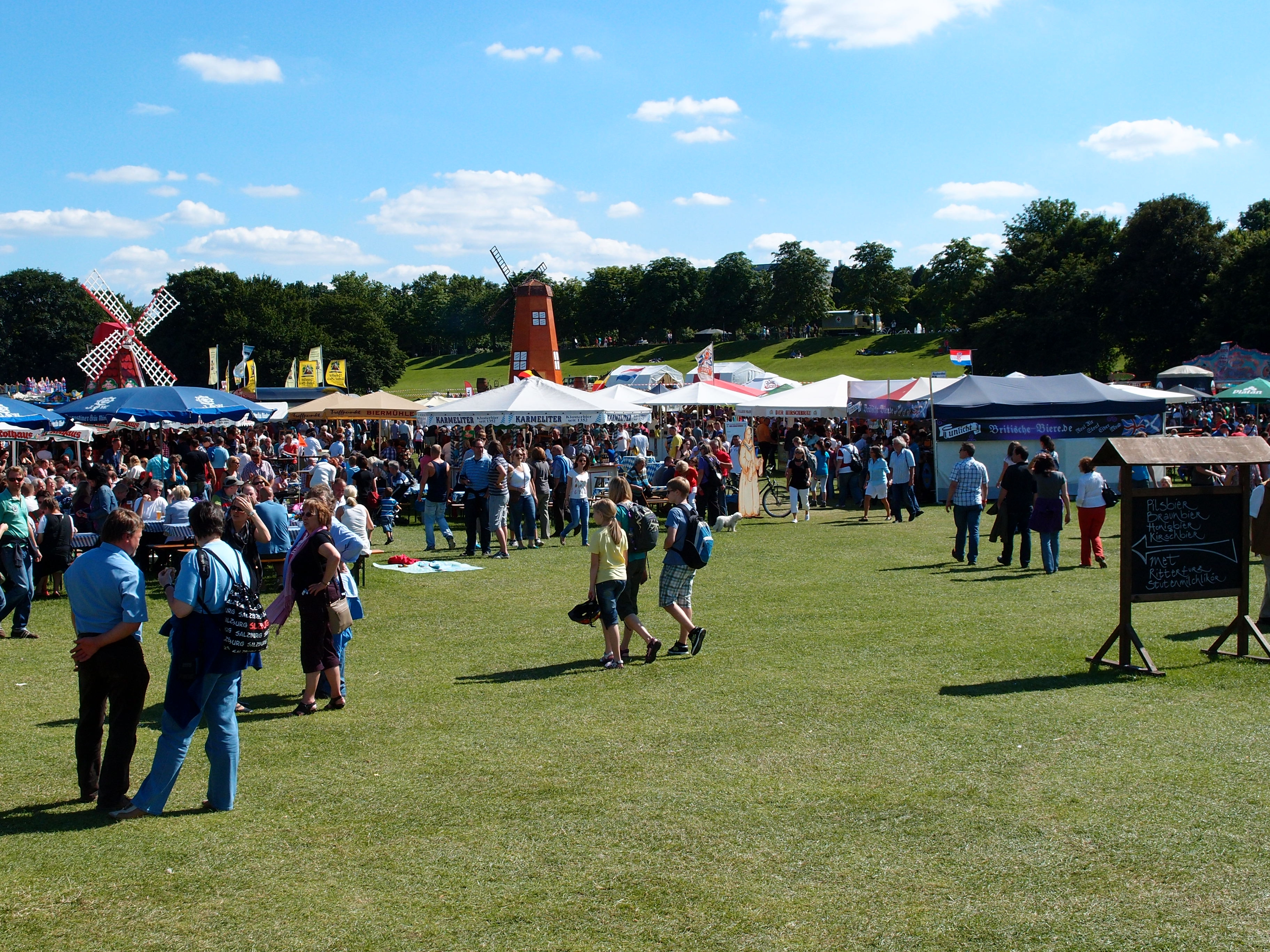
18. Bonner Bierbörse in der Rheinaue (Juli 2012)

Die Bierbörse Leverkusen ist ein Volksfest, das 1987 im Leverkusener Stadtteil Opladen seinen Ursprung fand und dort alljährlich stattfindet. Mittlerweile gibt es in zahlreichen weiteren Städten im gesamten Bundesgebiet Bierbörsen, die nach demselben Konzept und vom gleichen Veranstalter ausgerichtet werden.

## Konzept
Die Bierbörsen dauern stets von Freitag bis einschließlich Montag und haben bis zu 400.000 Gäste. Ursprünglich wurden sie als Ergänzung zu Weinfesten begründet. Die Händler bieten teilweise 1000 verschiedene Biersorten aus der ganzen Welt an und auch andere Getränke. So ist es auf den Bierbörsen möglich, afrikanische wie amerikanische, indische oder australische Biere zu probieren. Aber es finden sich auch weitgehend unbekannte deutsche Marken oder seltene Produkte.

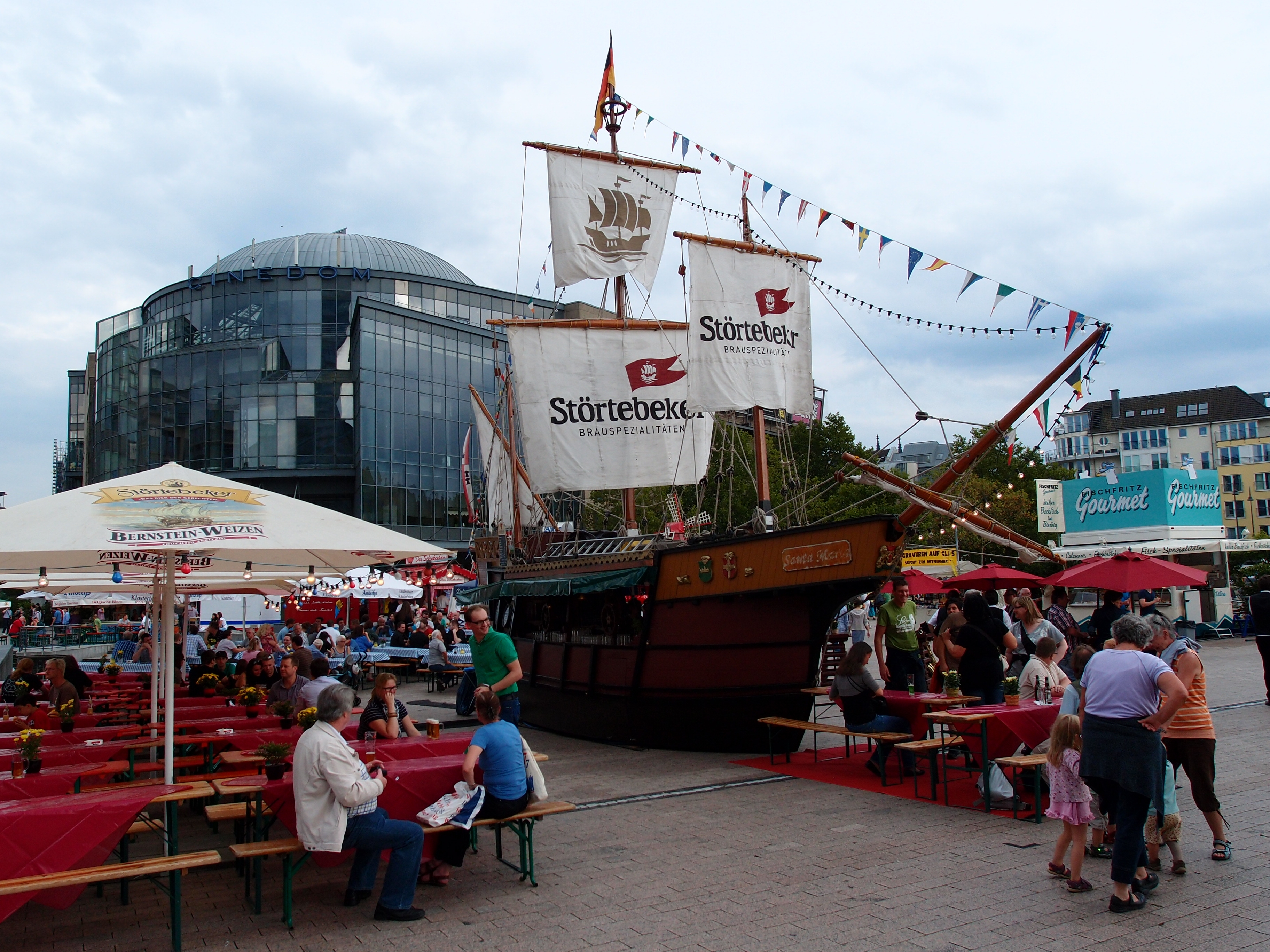
14. Kölner Bierbörse im Mediapark (August 2012)

Das Konzept wird als Franchise-System vermarktet und Bierbörsen finden beispielsweise in Bonn, Düsseldorf, Karlsruhe, Köln, Leipzig, Mainz, Leverkusen, Mönchengladbach statt.

## Geschichte der Bierbörse in Opladen
Die Idee zur ersten Bierbörse hatte der Leverkusener Unternehmer und Tanzschulinhaber Axel Kaechele, der die Schüler seiner Tanzschule zu Beginn der Sommerferien bat, landestypische Bierspezialitäten aus den jeweiligen Urlaubsländern mitzubringen. Am ersten Ferientag der Herbstferien fand dann eine Bierbörse mit diesen Bieren statt.
1987 wurde das Konzept durch die Aktionsgemeinschaft Opladen (AGO) aufgegriffen und eine erste Bierbörse in der Opladener Fußgängerzone veranstaltet. Seit 1988 wird die Bierbörse durch den Veranstalter Werner Nolden, der das Konzept der Bierbörse weiterentwickelte und maßgeblich vorantrieb, auf der Schusterinsel in Leverkusen-Opladen ausgerichtet.
Traditionell war in den letzten Jahren am Montagabend der Auftritt von Guildo Horn, die sonstige musikalische Untermalung erfolgt vorwiegend durch rheinische Bands. Jugendliche unter 16 Jahren haben nur in Begleitung Erwachsener Zutritt zum Festgelände.